# Claire De Forbin
Claire de Forbin La Barben (Aviñón, 10 de abril de 1908–1992), nacida como Charles-Roux, fue una socialité francesa miembro de la Resistencia francesa durante la Segunda Guerra Mundial. Casada con el último marqués de Forbin-la Barben, fue amante de Isabel Pell y Mercedes de Acosta.

## Trayectoria
Claire Charles-Roux nació el 10 de abril de 1908 en Aviñón, hija de Henriette Marie "Magdeleine" Yvaren y de Charles Wulfran Marie Louis Charles-Roux. Su abuelo era Jules Charles-Roux, su tío paterno era François Charles-Roux. Pasó su infancia en Marruecos.
El 6 de junio de 1932 se casó con Michel François Marie Antoine de Forbin des Issarts La Barbe, último marqués de Forbin-la Barben. 
Durante la Segunda Guerra Mundial, participó activamente en la Resistencia.
En las décadas de 1930 y 1940, su pareja fue Isabel Pell; en ese tiempo De Forbin conoció a la amiga de Pell, Mercedes de Acosta, y mantuvieron una relación. De Forbin había visitado a De Acosta durante la temporada navideña de 1947. Cuando regresó a París, de Acosta la siguió. 